# Maximilian Wöber
Maximilian Wöber (Viena, 4 de febrero de 1998) es un futbolista austriaco. Juega como defensa y su equipo es el Werder Bremen de la 1. Bundesliga de Alemania.

## Trayectoria
Nacido en 1998, comenzó su carrera futbolística en la cantera del Rapid Wien, siendo convocado por primera vez con el primer equipo en 2015 para disputar un partido de Liga Europa contra el Valencia C. F. en el Ernst-Happel-Stadion.[cita requerida]
En agosto de 2017 firmó un contrato de cuatro años con el equipo neerlandés del Ajax de Ámsterdam que pagó 7,5 millones de euros al equipo austriaco.
En el mercado invernal de la temporada 2018-19 el jugador fichó por el Sevilla F. C. hasta 2023. Debutó, saliendo como titular, con el club hispalense el 26 de enero contra el Levante UD.
El 13 de agosto de 2019 el Sevilla F. C. anunció su traspaso al Red Bull Salzburgo. Con este equipo ganó en tres ocasiones tanto la Bundesliga como la Copa de Austria y disputó 125 partidos en los que anotó nueve goles.
El 3 de enero de 2023 fue fichado por el Leeds United F. C. Firmó hasta 2027 e iba a volver a ser dirigido por Jesse Marsch, quien ya fuera su entrenador en Salzburgo. En sus primeros meses en el equipo vivió un descenso a la EFL Championship y en julio fue cedido al Borussia Mönchengladbach por una temporada. Volvió a ser prestado en julio de 2025, esta vez al Werder Bremen.

## Selección nacional
Después de haber participado en todas las categorías inferiores de la selección austriaca, fue convocado por primera vez con la selección absoluta para los partidos para la clasificación para el Mundial de 2018 contra Gales y Georgia que se celebraron en septiembre de 2017, pero debuta el 6 de octubre del mismo año en un partido contra Serbia que se ganó por 3 a 2.

### Participaciones en Eurocopas
| Copa          | Sede     | Resultado        | Partidos | Goles |
| ------------- | -------- | ---------------- | -------- | ----- |
| Eurocopa 2024 | Alemania | Octavos de final | 3        | 0     |

## Estadísticas

### Clubes
Actualizado al último partido disputado en mayo de 2025.
| Club                                | Div.          | Temporada     | Liga  | Liga  | Copas nacionales | Copas nacionales | Copas internacionales | Copas internacionales | Total | Total |
| Club                                | Div.          | Temporada     | Part. | Goles | Part.            | Goles            | Part.                 | Goles                 | Part. | Goles |
| ----------------------------------- | ------------- | ------------- | ----- | ----- | ---------------- | ---------------- | --------------------- | --------------------- | ----- | ----- |
| Rapid Viena II · Austria            | 3.ª           | 2015-16       | 20    | 1     | ―                | ―                | ―                     | ―                     | 20    | 1     |
| Rapid Viena II · Austria            | 3.ª           | 2016-17       | 8     | 2     | ―                | ―                | ―                     | ―                     | 8     | 2     |
| Rapid Viena II · Austria            | Total club    | Total club    | 28    | 3     | 0                | 0                | 0                     | 0                     | 28    | 3     |
| SK Rapid Viena · Austria            | 1.ª           | 2015-16       | 0     | 0     | 0                | 0                | 1                     | 0                     | 1     | 0     |
| SK Rapid Viena · Austria            | 1.ª           | 2016-17       | 11    | 0     | 4                | 1                | 2                     | 0                     | 17    | 1     |
| SK Rapid Viena · Austria            | 1.ª           | 2017-18       | 5     | 1     | 1                | 0                | ―                     | ―                     | 6     | 1     |
| SK Rapid Viena · Austria            | Total club    | Total club    | 16    | 1     | 5                | 1                | 3                     | 0                     | 24    | 2     |
| Jong Ajax · Países Bajos            | 2.ª           | 2017-18       | 1     | 0     | ―                | ―                | ―                     | ―                     | 1     | 0     |
| Jong Ajax · Países Bajos            | Total club    | Total club    | 1     | 0     | 0                | 0                | 0                     | 0                     | 1     | 0     |
| Ajax de Ámsterdam · Países Bajos    | 1.ª           | 2017-18       | 22    | 1     | 1                | 0                | 0                     | 0                     | 23    | 1     |
| Ajax de Ámsterdam · Países Bajos    | 1.ª           | 2018-19       | 8     | 0     | 2                | 0                | 6                     | 0                     | 16    | 0     |
| Ajax de Ámsterdam · Países Bajos    | Total club    | Total club    | 30    | 1     | 3                | 0                | 6                     | 0                     | 39    | 1     |
| Sevilla F. C. · España              | 1.ª           | 2018-19       | 7     | 0     | 0                | 0                | 1                     | 0                     | 8     | 0     |
| Sevilla F. C. · España              | Total club    | Total club    | 7     | 0     | 0                | 0                | 1                     | 0                     | 8     | 0     |
| Red Bull Salzburgo · Austria        | 1.ª           | 2019-20       | 24    | 0     | 3                | 0                | 7                     | 0                     | 34    | 0     |
| Red Bull Salzburgo · Austria        | 1.ª           | 2020-21       | 20    | 0     | 5                | 1                | 9                     | 0                     | 34    | 1     |
| Red Bull Salzburgo · Austria        | 1.ª           | 2021-22       | 22    | 4     | 5                | 1                | 9                     | 1                     | 36    | 6     |
| Red Bull Salzburgo · Austria        | 1.ª           | 2022-23       | 15    | 1     | 3                | 1                | 3                     | 0                     | 21    | 2     |
| Red Bull Salzburgo · Austria        | Total club    | Total club    | 81    | 5     | 16               | 3                | 28                    | 1                     | 125   | 9     |
| Leeds United F. C. Inglaterra       | 1.ª           | 2022-23       | 16    | 0     | 3                | 0                | ―                     | ―                     | 19    | 0     |
| Borussia Mönchengladbach · Alemania | 1.ª           | 2023-24       | 25    | 2     | 2                | 0                | ―                     | ―                     | 27    | 2     |
| Borussia Mönchengladbach · Alemania | Total club    | Total club    | 25    | 2     | 2                | 0                | 0                     | 0                     | 27    | 2     |
| Leeds United F. C. Inglaterra       | 2.ª           | 2024-25       | 8     | 1     | 1                | 0                | ―                     | ―                     | 9     | 1     |
| Leeds United F. C. Inglaterra       | Total club    | Total club    | 24    | 1     | 4                | 0                | 0                     | 0                     | 28    | 1     |
| Total carrera                       | Total carrera | Total carrera | 212   | 13    | 30               | 4                | 38                    | 1                     | 280   | 18    |

## Palmarés

### Títulos nacionales
| Título           | Club               | País       | Año  |
| ---------------- | ------------------ | ---------- | ---- |
| Copa de Austria  | Red Bull Salzburgo | Austria    | 2020 |
| Bundesliga       | Red Bull Salzburgo | Austria    | 2020 |
| Copa de Austria  | Red Bull Salzburgo | Austria    | 2021 |
| Bundesliga       | Red Bull Salzburgo | Austria    | 2021 |
| Bundesliga       | Red Bull Salzburgo | Austria    | 2022 |
| Copa de Austria  | Red Bull Salzburgo | Austria    | 2022 |
| EFL Championship | Leeds United F. C. | Inglaterra | 2025 |